# Xã Independence, Quận Dunklin, Missouri
Xã Independence (tiếng Anh: Independence Township) là một xã thuộc quận Dunklin, tiểu bang Missouri, Hoa Kỳ. Năm 2010, dân số của xã này là 12.991 người.